# 8-й Венецианский кинофестиваль
8-й Венецианский международный кинофестиваль проходил в Венеции, Италия, с 23 августа по 15 сентября, 1947 года.

## Жюри

### Международное жюри
- Виничо Маринуччи (Италия) (председатель жюри)
- Гуго Маюрхофер (Швейцария) (вице председатель жюри)
- Антонин Броусил (Чехословакия)
- Жак Ибер (Франция)
- Фабрицио Малипьеро (Дания)
- Сирли Рэй (Великобритания)
- Вильям Кароль (Мексика)
- Карло Бенда (Швеция)
- Дмитрий Ерёмин (СССР)
- Жанна Контини (США)

### Международное жюри по специальным разделам и фильмы для детей
- Григорий Александров (СССР)
- Рита Бариссе (Великобритания)
- Гаэтано Каранчини (Италия)
- Ринальдо Даль Фаббро (Италия)
- Франтишек Гайек (Чехословакия)
- Пьер Мишо (Франция)
- Уго Саннаццари (Италия)
- Драго Сега (Югославия)
- Страшимин Разов (Болгария)

## Конкурсная программа
- История рядового Джо, режиссёр Уильям Уэллман
- Адмирал Нахимов, режиссёр Всеволод Пудовкин
- Дитте — дитя человеческое, режиссёр Бьярне Хеннинг-Енсен
- Травля, режиссёр Альф Шёберг
- Жемчужина, режиссёр Эмилио Фернандес
- Дьявол во плоти, режиссёр Клод Отан-Лара
- Глинка, режиссёр Лео Арнштам
- Чужестранец, режиссёр Орсон Уэллс
- Трагическая охота, режиссёр Джузеппе Де Сантис
- Сны, которые можно купить за деньги, режиссёр Ганс Рихтер
- Месье Венсан, режиссёр Морис Клош
- Выбывший из игры, режиссёр Кэрол Рид
- Депутатка Анджелина, режиссёр Луиджи Дзампа
- Весна, режиссёр Григорий Александров

## Награды
- Большой международный приз Венеции: Сирена, режиссёр Карел Стеклы
- Кубок Вольпи за лучшую мужскую роль: Пьер Френе — Месье Венсан
- Кубок Вольпи за лучшую женскую роль: Анна Маньяни — Депутатка Анджелина
- Международная премия лучшему режиссёру: Анри-Жорж Клузо — Набережная ювелиров
- Международная премия за оригинальный сюжет и за режиссуру: Весна — Григорий Александров